# Porporino ou les Mystères de Naples
Porporino ou les Mystères de Naples est un roman de Dominique Fernandez publié le 3 septembre 1974 aux éditions Grasset et ayant reçu la même année le prix Médicis.

## Résumé
Première partie : un manuscrit de la fin du XVIIIe siècle parvient aux mains d'un lecteur qui décide de l'éditer. Il s'agit des mémoires de l'un des derniers castrats de l'École de chant napolitaine. Issu d'une famille de paysans pauvres des environs de Naples, Porporino - pour le désigner sous le pseudonyme qu'il avait choisi selon la coutume alors en usage chez les castrats - raconte sa vie. Son enfance à San Donato d'abord marquée par les coutumes archaïques parfois étonnantes dont le sens ne lui apparaît que bien plus tard (la couvade des mâles, une coutume rencontrée dans certaines sociétés, où, après l'accouchement, c'est le père qui joue le rôle de la mère), par son amie d'enfance Luisilla, qui lui fait connaître ses premiers émois amoureux, et par le prêtre du village, don Sallusto, qui remarque sa voix et le place sous la protection du prince Sansevero.
Deuxième partie : suit le récit de ses années d'apprentissage chez Les Pauvres de Jésus-Christ ; son amoureuse admiration pour Feliciano Marchesi, jeune castrat promis à un brillant avenir ; sa vie au palais de Sansevero où le prince, qu'il fascine parce qu'il n'est d'aucun sexe et échappe aux catégories, aux limites imposées par la nature, l'initie à des recherches étranges sur l'immortalité ; sa fréquentation des salons – où il croise le jeune Mozart escorté de son père ou le vieux Casanova.
Troisième partie : le témoin des derniers feux de Naples nous peint une cité qui vacille, où s'entrechoquent les influences italiennes et espagnoles, où les héritages du passé se heurtent à la pensée rationaliste des Lumières, alors que l'art lyrique lui-même est en pleine évolution. Don Manuelo, qui aimait Feliciano d'un amour sans espoir, en se prêtant à la dernière expérience du prince devenu fou, ne survit pas à Feliciano qu'il envoie à une mort horrible. Porporino se retire à la cour du landgrave de Heidelberg, où il rédige ses Mémoires.

## Analyse
Le romancier a utilisé le surnom du castrat Antonio Uberti (1697-1783), effectivement connu sous le nom d'Il Porporino parce qu'il était l'élève du compositeur Nicola Porpora. Mais la vie du véritable Porporino n'a que peu à voir avec celle du personnage du roman. Dans le roman, il est d'ailleurs indiqué que le personnage choisit le nom de Porporino en hommage à Nicola Porpora, sans qu'Uberti soit évoqué.

## Éditions
- Porporino ou les Mystères de Naples, éditions Grasset, 1974  (ISBN 2246001242).